# داني إرفيك
داني إرفيك (بالسويدية: Danny Ervik)‏ (24 فبراير 1989 بالسويد - ) هو لاعب كرة قدم سويدي في مركز الدفاع. لعب مع نادي أورغريته ونادي فالكنبرغ وMjällby AIF ‏.

## روابط خارجية
- داني إرفيك على موقع اتحاد السويد (السويدية)
- داني إرفيك على موقع قاعدة بيانات كرة القدم.إي يو (الإنجليزية)